# Parchís (banda de 1987)

## Historia
Parchis 92
A finales de 1987 bajo el sello discográfico DIVUCSA (Sello musical propietario del catálogo y de la marca de "PARCHÍS" después de que DISCOS BELTER se declarara en suspensión de pagos) Gabriel Orfila Montero principal creador del grupo Parchís (banda) en 1979 y presidente de DIVUCSA crea un "spin-off" o grupo derivado, lo de "92" era por los Juegos Olímpicos de Barcelona 1992,  La razón de no llamarlo simplemente "Parchís" teniendo la propiedad de la marca fue que el grupo original continuaba activo con nuevos integrantes por lo que ambos grupos siguieron en forma paralela hasta comienzos de 1992, la "fórmula": 3 chicas y 2 chicos como habían quedado formados sus antecesores desde 1985 le habría parecido buena idea. Para esta banda no solo buscó niños con cualidades artísticas innatas sino también con formación académica para eso se contacta con Joana Farré Riaza fundadora y directora de la prestigiosa "Escuela de Música y Danza Farré" en el barrio Sants de Barcelona https://web.archive.org/web/20141219211200/http://www.escolafarre.com/, para realizar las audiciones entre sus alumnos y que sea la mánager del grupo, los talentosos niños seleccionados fueron : Alba Sanz (Ficha Roja) de 12 años, Anna María Cano Farré (El Dado) de 11 años, Gerard Vives (Ficha Amarilla) de 11 años , Xavi Balsas (Ficha Verde) de 10 años y Gisela Vives (Ficha Azul) de 7 años.
Para finales de 1992 el grupo spin-off "Parchís 92" cambia su nombre a simplemente Parchís pues la marca estaba libre luego de la desintegración definitiva de la primera generación de Parchís a comienzos del mismo año. Aunque el grupo llegará a editar varios discos, fundamentalmente con temas de programas de televisión, la música infantil ya no tiene la repercusión de años atrás y no tienen presencia en televisión, las últimas imágenes de ellos cantando fueron en el programa "¿Qué pasó con?" en 1994 cuando la conductora Consuelo Berlanga les cuenta a los exintegrantes Tino, Yolanda, Gemma, David y Frank de la primera generación de Parchís (quienes se unían por primera vez en televisión desde que Tino se retiró del grupo en 1983) la existencia de esta nueva generación.
Al igual que sus antecesores de la etapa 1985-1992 de Parchís, el grupo tampoco tiene oportunidad de grabar nuevo material discográfico, DIVUCSA les permite seguir llevando el nombre y sólo se dedican a hacer giras en toda España.
En el último año Sandra y Sergio se retirarón del grupo porque ya no estaban motivados a seguir cantando música infantil y fueron reemplazados por los hermanos Griselda (ficha roja) de 15 años y Carles (ficha amarilla) de 13 años. Después de una década recorriendo toda España, La segunda generación de Parchís se desintegra en 1997. De los 10 exintegrantes solo Anna María Cano y Xavi Balsas siguen en el ambiente artístico como barítono en la Orquesta Internacional Amoga.